# Jonathan Aspropotamitis
Jonathan Aspropotamitis (Sydney, 7 giugno 1996) è un calciatore australiano, difensore del Pohang Steelers.

## Carriera

### Club
Debutta tra i professionisti in A-League l'11 marzo 2015 contro il Melbourne Victory, partita poi vinta dalla sua squadra per 3-2.
A livello continentale debutta in AFC Champions League il 7 aprile dello stesso anno contro l'FC Seoul, partita terminata sul punteggio di 1-1. Firma il suo primo contratto da professionista con il Western Sydney Wanderers il 31 maggio 2015. Con il passare delle stagione si mette sempre di più in mostra tanto da diventare uno dei membri più importanti della difesa nonostante la giovane età.
Nel gennaio 2017 viene convocato dalla selezione Under-23 australiana per uno stage, prima parte di lavoro verso le qualificazioni per la Coppa d'Asia U-23 che si terranno a luglio dello stesso anno.

### Nazionale
Ha giocato nella nazionale australiana Under-20.

## Palmarès

### Club

#### Competizioni nazionali
- FFA Cup: 1

Macarthur: 2022
- Coppa della Corea del Sud: 1

Pohang Steelers: 2024